# Blåbærrene
Blåbærrene (ved udenlandske arrangementer: Jazzband Blueberries) er et traditionelt jazzorkester med rod i Holstebro. Bandet består af amatørmusikere. Stilen er glad dansevenlig jazz, som det kendes fra Louis Armstrong, Chris Barber og i Danmark Papa Bues Viking Jazzband. Orkestret er opkaldt efter Fats Dominos sang "Blueberry Hill", som er fast på repertoiret.

## Historie
Bandet blev stiftet i 1972 i Holstebro af journalist Holger Sindbæk sammen med museumsinspektør Torben Skov og privatpraktiserende læge Jesper Egerup. I samme periode opstod i Holstebro flere orkestre, som stadig er aktive blandt andet River Band og samtidigt stiftedes JASS (Jysk Aktivt Spillemands Selskab), som kom til at arrangere en lang række koncerter op gennem årene ikke mindst de årlige JASS Festivaler i Holstebro Hallen, hvor lokale navne spillede side om side med store navne udefra.
De første år var orkesterets besætning lidt skiftende. Blandt andet medvirkede Gert Mortensen en overgang på trommer; han blev senere slagtøjsmusiker i Det Kongelige Kapel. I 1984 var besætningen: Holger Sindbæk (Klarinet/sang), Jens Glud (Trompe), Jesper Egerup (Trombone), Torben Skov (Piano), Frank Mose Andersen (Bas), Henning Christensen (Guitar) og Peter Thomsen (Trommer). Med denne besætning var orkestret i York for at spille ved et reklamefremstød for et tæppefirma.
I 1985 rejste Jens Glud fra byen, og da både Torben Skov og Peter Thomsen var trætte af at spille, var orkestret nær blevet opløst, men Holger Sindbæk fik fat i Ole Mechlenborg (Trompet), Ole Møller Olsen (Piano) og Ove Munch Thomsen (trommer) som erstatning.
I 1990 døde Holger Sindbæk pludseligt, og det var nok det tætteste, orkestret var på at blive opløst. På et tidspunkt markerede Jesper Egerup sig som leder og fik reorganiseret orkestret, som nu bestod af Jens Ole Steen (klarinet), Torben Lassen (trompet/sang), Jesper Egerup (trombone), Torben Skov (piano), Bent Johansen (bas), Poul Nielsen (banjo) og Ove Munch Thomsen (trommer). Efter et kort stykke tid blev Torben Lassen erstattet af Flemming Nordenhoff.
I 2009 blev Torben Skov alvorligt syg (han døde året efter) og orkestret besluttede at fortsætte uden piano.

## Nuværende besætning
Blåbærrene består af:
- Jens Ole Steen, klarinet og sopransaxofon
- Flemming Nordenhoff, trompet og sang
- Jesper Egerup, trombone (Bandmaster)
- Bent Johansen, kontrabas
- Ove Munch Thomsen, trommer

## Koncertvirksomhed
Orkestret har gennem årene stået på mange scener i ind- og udland. Foruden fast optræden på JASS Festivalen gennem mange år har orkestret optrådt ved Livø Jazz, Maribo Jazz, Ildregattaen i Silkeborg og Riverboat Jazzfestival samme sted.
I 2002 var orkestret på turné i Frankrig, hvor der blev spillet både i Dijon, Avignon, Beaune og Aix-en-Provence. I 2003, 2004 og 2005 var orkestret Danmarks repræsentant ved de årlige "Europe Day Celebrations" i Kyiv, Ukraine, inviteret af den danske EU-delegation I 2008 var orkestret på turné i Nordengland og Skotland, hvor der blandt andet blev spillet i Carlisle, Dumfries, Ayr og Edinburgh.